# Agent med het lösen
Agent med het lösen (engelska: Hot Enough for June) är en brittisk spionkomedi från 1964 i regi av Ralph Thomas. 
Filmen är baserad på Lionel Davidsons roman Nätter i Prag.

## Handling
En arbetslös författare rekryteras av brittiska underrättelsetjänsten för att utföra ett uppdrag i Tjeckoslovakien.

## Rollista i urval
- Dirk Bogarde - Nicholas Whistler
- Silva Košćina - Vlasta Simenova
- Robert Morley - överste Cunliffe
- Leo McKern - Simenova
- Roger Delgado - Josef
- Derek Fowlds - solbadaren
- Noel Harrison - Johnnie
- John Le Mesurier - Roger Allsop
- Eric Pohlmann - Galushka
- Richard Vernon - Roddinghead